# IRTジャパン
IRTジャパン（英: IRT JAPAN）は、ラケットボール競技におけるプロプレーヤー及び指導者を育成することを目的とした日本のスポーツ団体である。アジアラケットボール連盟に加盟している。
また競技を通じて健康で心豊かな社会の実現に貢献し、社会と感動を共有することを目指している。 スタッフ一人一人が高い社会意識と教養を持ち、社会貢献活動にも組織一丸となって取り組んでいる。

## 沿革
IRTジャパンの前身RCO JAPAN（Racquetball Community Office Japan）は、ラケットボール競技の普及と発展を目的に、2001年11月、日本とアメリカのラケットボール愛好者によって設立された。国内外での大会開催および支援を主な活動とし、競技の技術向上のために選手育成にも力を入れている。
また競技を通して国際交流、募金活動等も行い、複数のボランティア団体と提携しながら活動を続けてきた。2006年10月、RCOでの活動が米国を本部とする国際的なラケットボール機関 IRT（International Racquetball Tour／世界を統括するプロ競技団体）に認められ、正式なる要請を受けて2007年４月にIRTの日本支部IRTジャパンとなった。また、IRTジャパンは女子プロのラケットボール組織となるWPRO (Womens Professional Racquetball Organization／世界を統括する女子プロ競技団体）に選手を派遣している。
名称の変更と共に、より精力的な活動を行うため組織の再編にも力を入れてきた。2010年8月、アマチュアを主体とする2団体、IRF（International Racquetball Federation：国際ラケットボール連盟／米国を本部とする、世界を統括するアマチュア組織）、ARF（Asia Racquetball Federation：アジアラケットボール連盟／韓国を本部とする、アジアを統括するアマチュア組織）より要請を受けて、アジアを中心に精力的な活動を続けるARFアジアラケットボール連盟の加盟団体に抜擢され、2010年10月、正式な加盟団体となった。プロ活動主体の競技団体が、アマチュア主体の組織に加盟することは過去に前例がなく、異例のケースとなった。